# レイモンド・フッド
レイモンド・マシューソン・フッド（Raymond Mathewson Hood、1871年3月29日 - 1934年8月14日）は、アメリカ合衆国の建築家。全米の各都市にて、超高層ビルを数多く設計した。またいくつかの都市構想を発表した。

## 沿革
ロードアイランド州ポータケットに生まれ、ブラウン大学、マサチューセッツ工科大学、パリのエコール・デ・ボザールにて教育を受けた。エコール・デ・ボザールでは、後のパートナーである、ジョン・ミード・ハウエルズと出会っている。その後ハウエルズとフッドは共同で建築設計事務所を設立。
1922年、シカゴ・トリビューン社の本社屋、トリビューン・タワーの国際建築設計競技にてゴシック様式の案を提示し、エリエル・サーリネンらの案を退け、見事一位を獲得したことで一躍有名になる。
その後はゴシック様式から離れ、サーリネンの影響を受けたシンプルな造形の摩天楼を手掛けるようになり、建設に際しレンダラーのヒュー・フェリス、建築彫刻家レネ・ポール・シャンベランなどを採用し、アール・デコ様式を主体とするマンハッタン摩天楼のイメージを確立した。デイリー・ニューズ・ビルディング（1930年）では狭い間隔の垂直線が強調されている。これは後のロックフェラー・センター（1931年起工）を予見するものとも推測されている。ニューヨークに建つ彼の設計のマグロウヒル・ビルディング（1931）は、インターナショナルスタイルで設計された最初の摩天楼の一つである。

## 代表作
- 1924年　トリビューン・タワー - イリノイ州シカゴ
- 1924年　アメリカン・ラジエター・ビル（英語版）（別名　アメリカン・スタンダード・ビル） - ニューヨーク州ニューヨーク
- 1929年、マンハッタン島開発の計画案を製作
- 1929年、ニューヨーク・デイリーニュース・ビル（英語版） - ニューヨーク州ニューヨーク（スーパーマンの「デイリー・プラネット」社のモデルとして有名。）
- 1930年、メイソニック・テンプル（現スクラトン・カルチャー・センター） - ペンシルベニア州スクラトン
- 1931年、プロジェクト「ひとつ屋根の下の都市」「マンハッタン1950」を製作
- 1933年、ロックフェラー・センター - ニューヨーク州ニューヨーク
- 1934年、マグロウヒル・ビル（英語版） - ニューヨーク州ニューヨーク

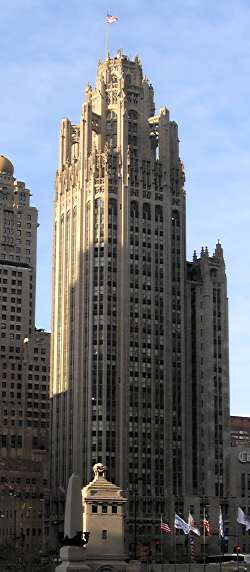
シカゴ　トリビューン・タワー
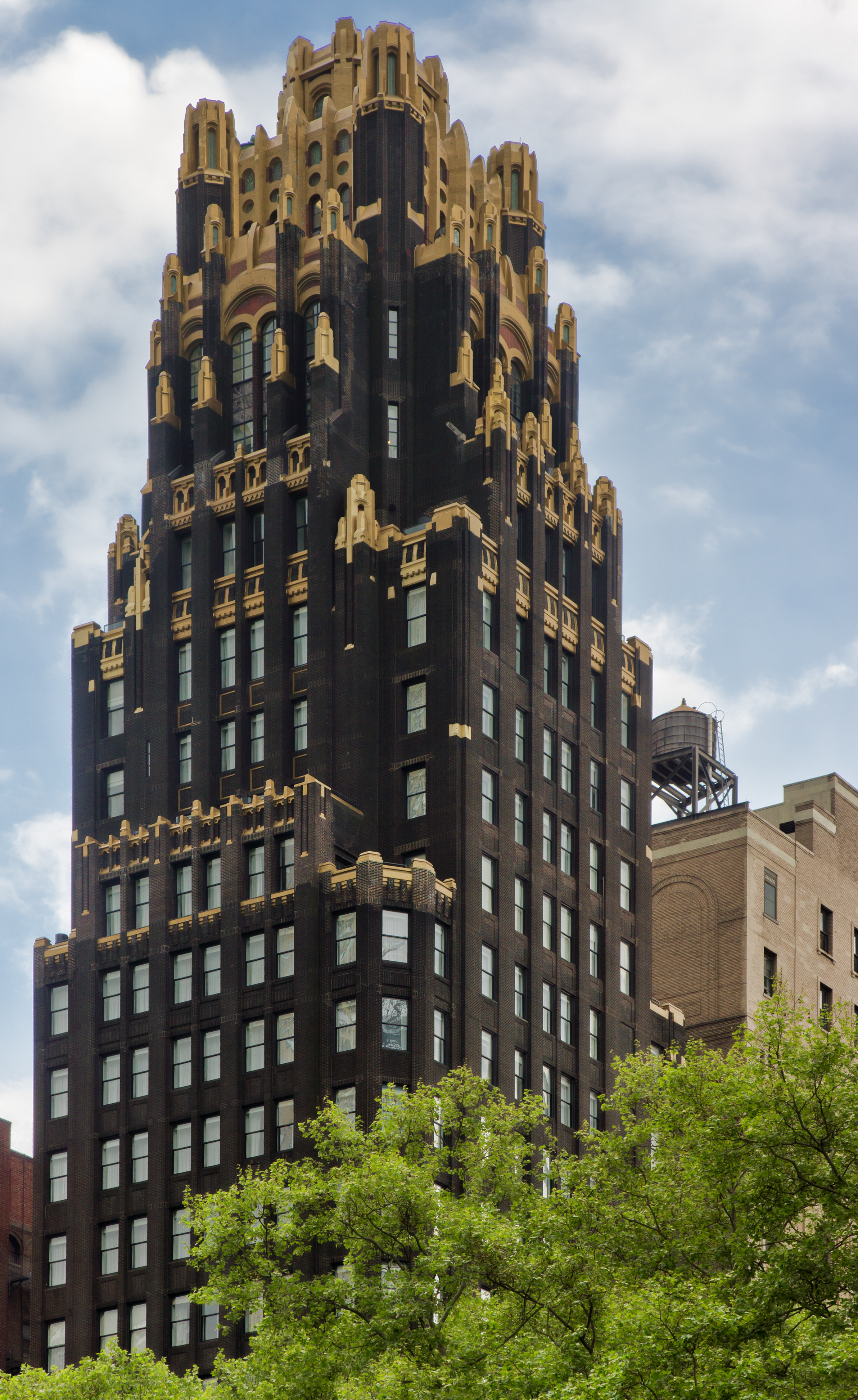
アメリカン・ラジエター・ビル
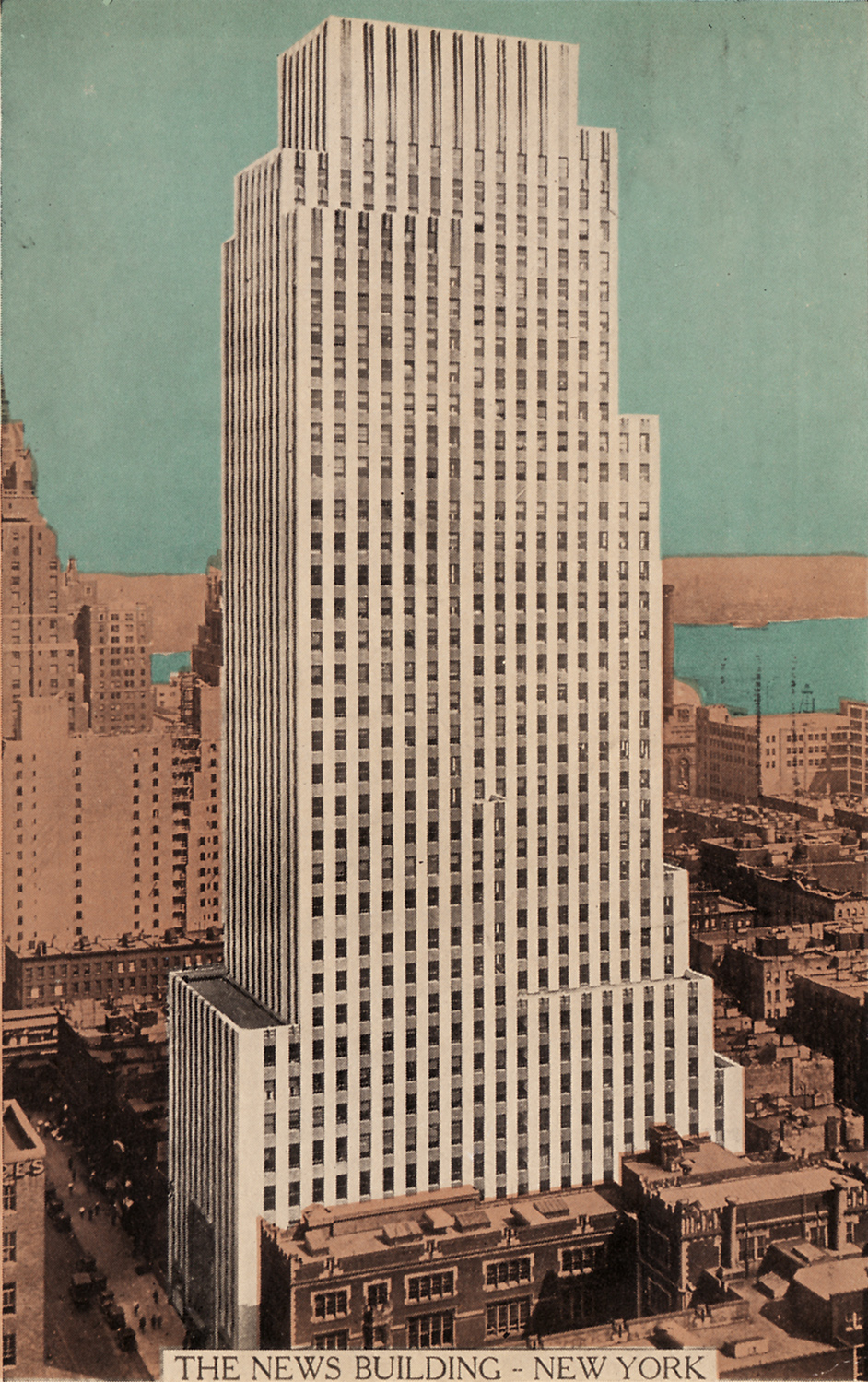
デイリーニューズビル
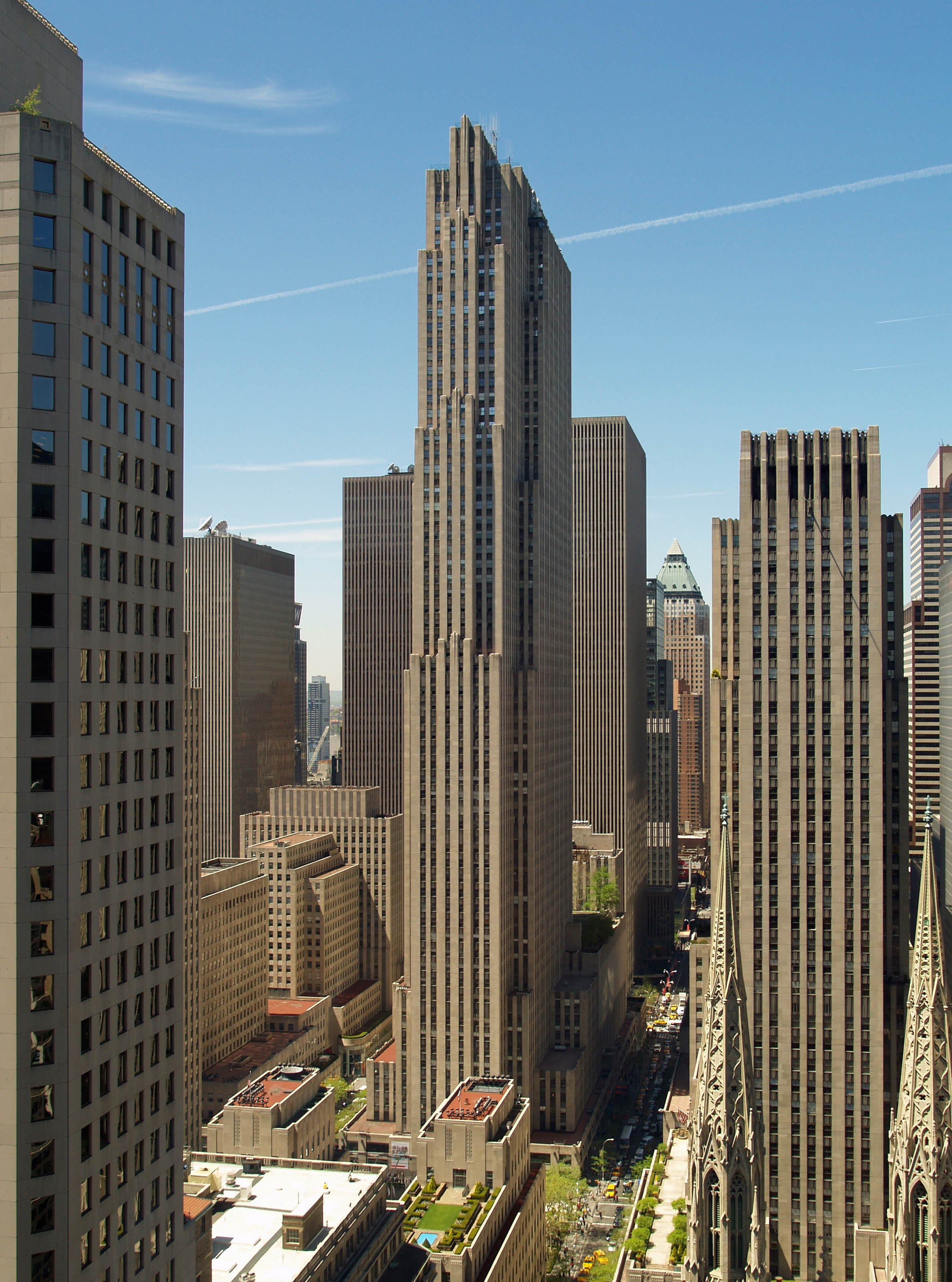
ロックフェラー・センターのコムキャスト・ビルディング
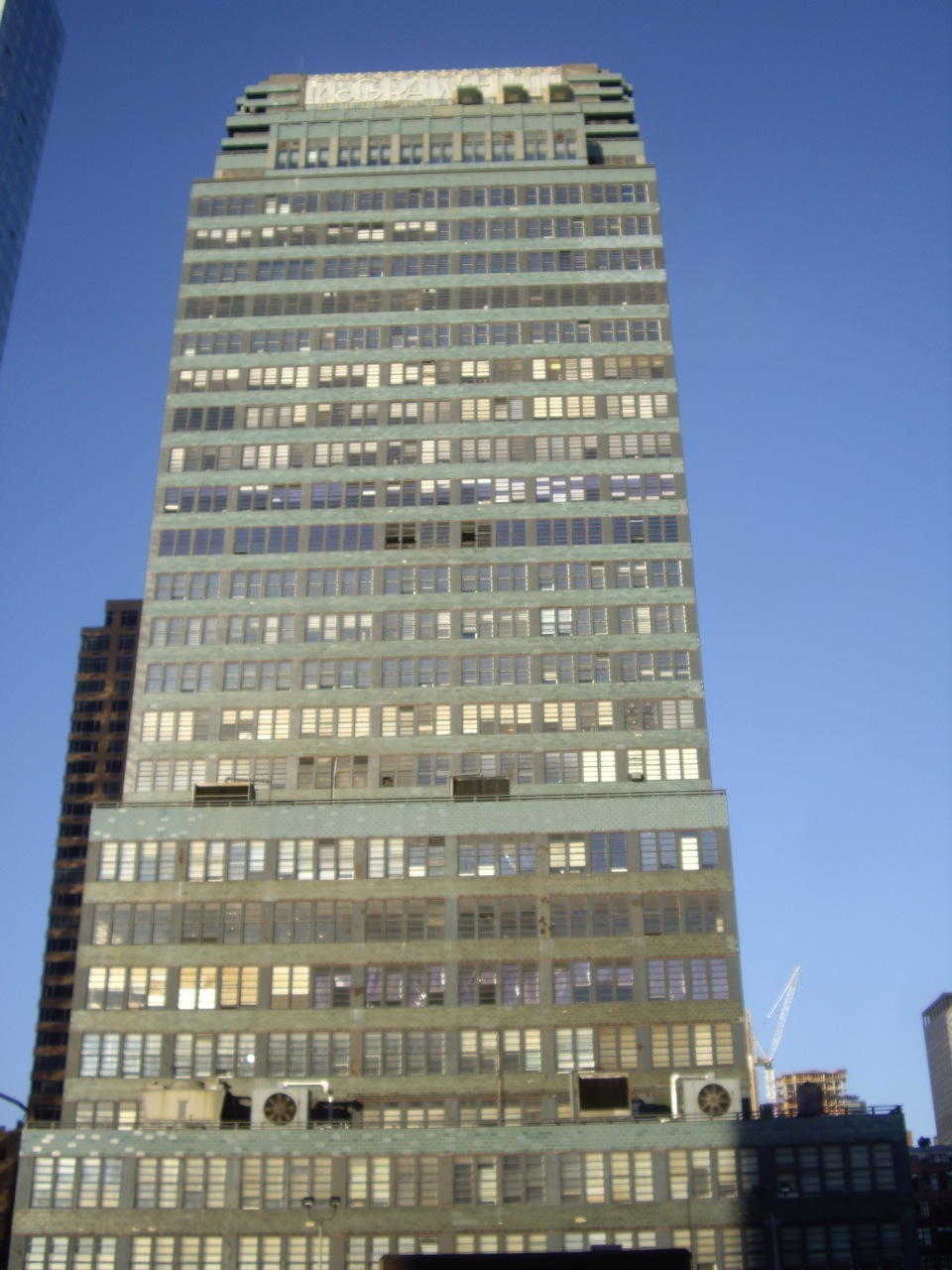
マグロウヒル・ビル